# McDonough
McDonough és una població dels Estats Units a l'estat de Geòrgia. Segons el cens del 2008 tenia 19.768 habitants.

## Demografia
Segons el cens del 2000, McDonough tenia 8.493 habitants, 3.069 habitatges, i 2.102 famílies. La densitat de població era de 422,6 habitants/km².
Dels 3.069 habitatges en un 35,7% hi vivien nens de menys de 18 anys, en un 45,2% hi vivien parelles casades, en un 18,8% dones solteres, i en un 31,5% no eren unitats familiars. En el 25,4% dels habitatges hi vivien persones soles el 8% de les quals corresponia a persones de 65 anys o més que vivien soles. El nombre mitjà de persones vivint en cada habitatge era de 2,61 i el nombre mitjà de persones que vivien en cada família era de 3,14.
Per edats la població es repartia de la següent manera: un 26,4% tenia menys de 18 anys, un 10,6% entre 18 i 24, un 34,1% entre 25 i 44, un 16,8% de 45 a 60 i un 12,1% 65 anys o més.
L'edat mediana era de 31 anys. Per cada 100 dones de 18 o més anys hi havia 86,1 homes.
La renda mediana per habitatge era de 41.482 $ i la renda mediana per família de 46.818 $. Els homes tenien una renda mediana de 34.669 $ mentre que les dones 28.318 $. La renda per capita de la població era de 19.029 $. Entorn del 9,6% de les famílies i el 12,8% de la població estaven per davall del llindar de pobresa.

## Poblacions més properes
El següent diagrama mostra les poblacions més properes.